# Улични състезания
Уличните състезания (или улични гонки) са вид нелегални състезания с участие на моторни превозни средства, провеждани на обществени пътища.
Състезанията могат да бъдат както предварително планирани, така и спонтанни. Организират се най-често чрез социалните мрежи и средствата за масова комуникация. Участниците в такива състезания, наричани улични състезатели, често сформират клубове.
Уличните състезания се изтъкват като главна причина за засилването на войната по пътищата.

## България
Подобни състезания в България се провеждат най-вече нощем. Състезанията набират все по-голяма популярност и се откриват ентусиасти както в по-големите, така и в по-малките населени места. Често собствениците на участващите в състезанието автомобили са ги модифицирали с цел да подобрят визията им и/или техническите им показатели.
В България са провеждани срещи, на които са присъствали както полицейски служители и шефове на служби, така и улични състезатели, с цел представяне позициите и на двете страни и обсъждане узаконяването на състезанията.
Съществуват предложения от страна на Министерството на вътрешните работи за използване на самолетни писти за целта (какъвто е и западният модел), къдетo за сигурността на състезаващите се да се грижат екипи на „Спешна медицинска помощ“ и полицейски патрули.